# ان‌جی‌سی ۵۹۶۶
ان‌جی‌سی ۵۹۶۶ (انگلیسی: NGC 5966) یک کهکشان بیضی شکل در صورت فلکی گاوران است. این کهکشان توسط ویلیام هرشل در ۱۸ مارس ۱۷۸۷ کشف شد.